# Sendinês
O sendinês (em mirandês:  sendinés), por vezes referido pelo nome mirandês do sul, é uma variante da língua mirandesa, devendo-se o nome ao facto de ser falado exclusivamente na antiga Freguesia de Sendim, atualmente englobada na Freguesia de Sendim e Atenor.
Distingue-se daquela língua por monotongar os ditongos crescentes ie e uo em i e u (por exemplo ruodra -roda- será lido como rudra; piele -pele- ler-se-á como pile), ditongar a nasal representada graficamente por on em ão (por exemplo preciçon -procissão- será lido como precissão) e por não palatalizar a lateral l em lh em início de palavra, como acontece nas variações do mirandês (por exemplo lhuna -lua- é lido como luna), para além de outras variações lexicais.
A banda de rock agrícola Picä Tumilho, canta em sendinês.